# 丸谷喜市
丸谷 喜市（まるや きいち、1887年（明治20年）10月3日 - 1974年（昭和49年）7月10日）は、日本の経済学者。神戸経済大学（現・神戸大学）初代学長、神戸大学名誉教授、甲陽学院中学校・高等学校第四代校長。

## 来歴
北海道函館区（現・函館市）出身。北海道庁立函館商業学校（現・北海道函館商業高等学校）では宮崎郁雨と同級であった。
同校卒業後、神戸高等商業学校（現・神戸大学）に進み、1910年に卒業。続いて東京高等商業学校（現・一橋大学）に進学する。東京高商在学中に石川啄木との交友が始まる。1912年に東京高等商業学校専攻部を卒業。同年4月13日に啄木が死去し、丸谷はその葬儀（4月15日）に参列後、徴兵検査のために帰郷、甲種合格となり、旭川の歩兵連隊で1年間軍務に就いた。
1914年に長崎高等商業学校（現・長崎大学）講師となる。この時期に結婚。同校教授を経て、1917年、母校である神戸高等商業学校教授に就任。1918年から1921年まで欧米に留学する。
1935年瀧谷善一とともに神戸商業大学（現・神戸大学）初代経済学博士となる。博士号取得論文は「経済生活の本質及現象形態」。
1942年から1944年まで神戸商業大学第2代学長、大学の改称により、1944年からは1946年まで神戸経済大学の初代学長となる。
1946年に依願免官し、関東学院大学教授、甲陽学院中学校・高等学校長を歴任する。1951年から甲南大学教授を務め、同大学経済学部長・教養部長等を務めた。1967年に退職し大阪産業大学教授に就任した。
八十島元の筆名で歌人としても活動し、2冊の詩集を残している。

## 石川啄木との関係
丸谷は1914年に執筆した「僕の見た石川君」の中で「初めて石川君を知る様になったのは石川君の亡くなる二年前（中略）ちょうど二番目の男の子―それは生まれて間もなく亡くなった―の生まれる頃、「一握の砂」のちょうど世に出ようとする頃であった」と記している。啄木の第二子（長男）の真一は1910年10月4日誕生（27日没）、『一握の砂』の刊行は同年12月1日だった。
1911年に啄木が執筆した詩「激論」（生前は未刊の詩集『呼子と口笛』所収）に登場する「若き経済学者N」は丸谷を、また「一人の婦人なるK」は丸谷の婚約者だった七宮きよを指すとされる。実際にも社会主義に傾倒する啄木と近代経済学を学ぶ丸谷とは思想的に相容れずによく議論を戦わせたが、啄木は丸谷を深く信頼した。1911年に宮崎郁雨が節子に送った手紙が原因で啄木との間でトラブルが起きた際に、丸谷は郁雨に啄木との義絶を薦めて郁雨もこれに従っている。1912年3月7日に啄木の母・カツが死去すると、土岐哀果の実家の寺でおこなわれた葬儀をほぼ取り仕切り、同月21日に啄木が妹のミツに宛てた最後の手紙を代筆した。丸谷は晩年の啄木から、死後に日記を焼いてほしいという依頼を何度も受けていた。だが、前記の通り丸谷は啄木の葬儀直後に徴兵検査で北海道に帰郷、さらには兵役に就いたため、この依頼を実行することはできなかった。
啄木没後は1914年に回想を寄稿してから啄木への言及はしばらく途絶えた。1926年、啄木の長女京子が結婚し、相手となった新聞記者の須見正雄（結婚で石川姓）は偶然にも丸谷の兄嫁の弟という間柄で、丸谷は石川家の姻戚となる。その半年後、丸谷は突如、啄木の日記を保管していた函館図書館の岡田健蔵に、生前の啄木の意向も踏まえて、日記の焼却とそのための遺族への返還を求める書簡を2通送った。1936年11月、丸谷は金田一京助・土岐善麿（哀果）と協議の結果、啄木の日記を改造社から（公表に問題ある内容は除去して）刊行することとそのために日記をこの3名に分配し、公刊後に「故人及び関係者一同の最も満足すべしと思われる方法によって処置」することを求める書簡を再度岡田健蔵に送る。しかし、岡田は焼却論者だった丸谷の「変節」に激怒した。丸谷が日記刊行を要請したことは岡田以外からも主張の転向として受け取られたが、長浜功は、日記に関する関心の高まりの中で丸谷が「啄木の文学を守るという大局観」からこの決断をしたのではないかと述べている。岡田健蔵は宮崎郁雨の提案に基づき1939年4月14日、NHKラジオで見解を述べることになり、その中で「自分の生きている間は焼却も公刊もしない」と宣言した（丸谷はそれを批判する文章を書いたとされるが、確認されていない）。
岡田健蔵は1944年に死去し、戦後の1947年に石川正雄が日記の公刊に踏み切る際には丸谷に意向だけを伝え、それに対して
「これ以上話すことはない」といった返信を送っている。

## 著書
- 『経済学教科書』宝文館、1927年
- 『経済学原論』宝文館、1928年[20]
- 『務古山麓より』大阪宝文館、1938年
- 『経済生活の本質及現象形態』宝文館、1939年
- 『星に泉に』（八十島元名義）百華苑、1966年
- 『経済及流通経済の構造』（編著）明玄書房、1966年
- 『茅渟の海  「星に泉に」以後』丸谷雅一、1975年（非売品）
- 『春のおち葉』丸谷雅一、1975年（非売品）